# Dorcopsulus
Dorcopsulus és un gènere de marsupial de la família dels macropòdids. Conté les espècies següents:
- Ualabi boscà de Macleay (Dorcopsulus macleayi)
- Ualabi boscà petit (Dorcopsulus vanheurni)